# FFC Heike Rheine
Der FFC Heike Rheine (vollständiger Name: Frauenfußballclub Heike Rheine e. V.) war ein Frauenfußballverein aus Rheine. Die bisherige Frauenabteilung des FC Eintracht Rheine wurde am 10. März 1998 als eigenständiger Verein neu gegründet und am 30. September 2016 aufgelöst.

## Geschichte
Die Wurzeln des Rheiner Frauenfußballs lagen beim VfB Rheine, der bis 1986 nur auf lokaler Ebene spielte. Dies änderte sich, nachdem Alfred Werner, hauptberuflich Redakteur beim Rheiner Anzeiger, Trainer und Leiter der Frauenfußballabteilung wurde. 1988 stieg die Mannschaft erst in die Verbandsliga und ein Jahr später in die Regionalliga West auf. Dort belegte die Mannschaft auf Anhieb den zweiten Platz hinter dem TSV Siegen und qualifizierte sich für die neu gegründete Bundesliga. 1992 und 1993 belegte der VfB jeweils den dritten Platz der Nordgruppe und erreichte jeweils das Halbfinale im DFB-Pokal. 1994 fusionierte der VfB mit der SG Eintracht Rheine zum FC Eintracht Rheine. In der Bundesliga belegte man viermal in Folge den vierten Platz der Nordgruppe und qualifizierte sich 1997 automatisch für die eingleisige Bundesliga. Im gleichen Jahr erreichte der Verein das Pokalfinale, wo man Grün-Weiß Brauweiler mit 3:1 unterlag.
Am 10. März 1998 machte sich die Frauenfußball-Abteilung unter dem heutigen Namen FFC Heike Rheine selbstständig. Der Name Heike wurde gewählt, weil es der Vorname der seinerzeitigen Trainerin, Heike Kinder, war. Doch auch der neue Name konnte nicht verhindern, dass der FFC aus der Bundesliga absteigen musste. Am letzten Spieltag schickte Grün-Weiß Brauweiler Rheine durch einen 1:0-Sieg in die Regionalliga. Doch schon nach einem Jahr war Rheine wieder im Oberhaus. Eigentlich hätte Rheine sofort wieder absteigen müssen. Durch den freiwilligen Rückzug des FFC Flaesheim-Hillen und dem Lizenzentzug der Sportfreunde Siegen gab es in der Saison 2000/01 keinen sportlichen Abstieg. 2003 belegte die Mannschaft den vierten Platz und gewann den DFB-Hallenpokal der Frauen. Ein Jahr später wurde Rheine gar Dritter und stellte mit Kerstin Garefrekes die Torschützenkönigin. Am Saisonende verließ Garefrekes den Verein in Richtung 1. FFC Frankfurt. Weitere Leistungsträgerinnen verließen nach und nach den Verein und Rheine fiel in die hinteren Tabellenregionen zurück. 2007 musste zum zweiten Mal der Abstieg hingenommen werden. Die langjährige (Spieler-)Trainerin Nicole Werner trat zurück und wurde durch Ralf Spanier ersetzt.
Es folgte ein tiefer Fall. Nur wenige Spielerinnen der Abstiegsmannschaft blieben, und der Kader musste durch Spielerinnen der eigenen zweiten Mannschaft aufgefüllt werden. Die Saison 2007/08 wurde als Tabellenletzter abgeschlossen, so dass der FFC Heike ab der Saison 2008/09 nur noch in der drittklassigen Regionalliga West spielte, wo er in der Saison 2011/12 nur über das bessere Torverhältnis einem weiteren Abstieg entging. Im Jahre 2015 stieg der FFC Heike in die Westfalenliga ab. Der Verein wurde schließlich zum 30. September 2016 aufgelöst und aus dem Vereinsregister gestrichen.

## Erfolge
- 1997: Erreichen des Finales im DFB-Supercup
- 1997: Erreichen des Finales im DFB-Pokal
- 2000: Aufstieg in die Frauen-Bundesliga
- 2003: Gewinn des DFB-Hallenpokals
- 2004: 3. Platz in der Frauen-Bundesliga
- 2004: Erreichen des Halbfinales im DFB-Pokal

## Stadion
Die Heimspiele des Vereins wurden im Jahnstadion in Rheine ausgetragen.

## Persönlichkeiten
- Kerstin Garefrekes: Weltmeisterin 2003, 2007; Europameisterin 2005, 2009
- Loes Geurts: Über 100 Länderspiele für die Niederlande
- Kerstin Stegemann: Weltmeisterin 2003, 2007; Europameisterin 1997, 2001, 2005, 2009
- Marleen Wissink: 141 Länderspiele für die Niederlande

## Statistik
| Saison | Liga               | Platz | S  | U  | N  | Tore   | Punkte | DFB-Pokal          |
| --- | ------------------ | ----- | -- | -- | -- | ------ | ------ | ------------------ |
| 1989/90 | Regionalliga West  | 2.    | 11 | 7  | 4  | 54:27  | 29:15  | nicht qualifiziert |
| 1990/91 | Bundesliga Nord    | 5.    | 8  | 3  | 7  | 29:34  | 19:17  | nicht qualifiziert |
| 1991/92 | Bundesliga Nord    | 3.    | 12 | 4  | 4  | 42:17  | 28:12  | Halbfinale         |
| 1992/93 | Bundesliga Nord    | 3.    | 10 | 2  | 6  | 35:21  | 22:14  | Halbfinale         |
| 1993/94 | Bundesliga Nord    | 4.    | 7  | 5  | 6  | 31:20  | 19:17  | Viertelfinale      |
| 1994/95 | Bundesliga Nord    | 4.    | 7  | 6  | 5  | 38:24  | 20:16  | Achtelfinale       |
| 1995/96 | Bundesliga Nord    | 4.    | 9  | 5  | 4  | 38:24  | 32     | Viertelfinale      |
| 1996/97 | Bundesliga Nord    | 4.    | 9  | 4  | 5  | 30:24  | 31     | Finale             |
| 1997/98 | Bundesliga         | 7.    | 9  | 2  | 11 | 28:32  | 29     | Viertelfinale      |
| 1998/99 | Bundesliga         | 11.   | 6  | 4  | 12 | 29:44  | 22     | Viertelfinale      |
| 1999/00 | Regionalliga West  | 1.    | 21 | 1  | 0  | 113:12 | 64     | Achtelfinale       |
| 2000/01 | Bundesliga         | 11.   | 5  | 5  | 12 | 28:52  | 20     | Achtelfinale       |
| 2001/02 | Bundesliga         | 8.    | 6  | 9  | 7  | 34:34  | 27     | Achtelfinale       |
| 2002/03 | Bundesliga         | 4.    | 12 | 2  | 8  | 52:31  | 38     | Achtelfinale       |
| 2003/04 | Bundesliga         | 3.    | 13 | 4  | 5  | 64:37  | 43     | Halbfinale         |
| 2004/05 | Bundesliga         | 7.    | 7  | 4  | 11 | 36:54  | 25     | Viertelfinale      |
| 2005/06 | Bundesliga         | 9.    | 5  | 5  | 12 | 39:56  | 20     | Achtelfinale       |
| 2006/07 | Bundesliga         | 11.   | 4  | 2  | 16 | 24:57  | 14     | 2. Runde           |
| 2007/08 | 2. Bundesliga Nord | 12.   | 3  | 4  | 15 | 26:50  | 13     | 2. Runde           |
| 2008/09 | Regionalliga West  | 11.   | 8  | 6  | 12 | 37:53  | 30     | 1. Runde           |
| 2009/10 | Regionalliga West  | 6.    | 11 | 5  | 10 | 48:34  | 38     | nicht qualifiziert |
| 2010/11 | Regionalliga West  | 8.    | 8  | 8  | 10 | 41:59  | 32     | nicht qualifiziert |
| 2011/12 | Regionalliga West  | 10.   | 6  | 5  | 13 | 55:62  | 23     | nicht qualifiziert |
| 2012/13 | Regionalliga West  | 4.    | 11 | 5  | 8  | 35:34  | 38     | nicht qualifiziert |
| 2013/14 | Regionalliga West  | 12.   | 6  | 16 | 8  | 28:52  | 22     | nicht qualifiziert |
| 2014/15 | Regionalliga West  | 13.   | 6  | 4  | 16 | 27:62  | 22     | nicht qualifiziert |
| Anmerkung: Grün unterlegte Spielzeiten kennzeichnen einen Aufstieg, rot unterlegte Spielzeiten einen Abstieg. |                    |       |    |    |    |        |        |                    |